# 薩拉戈薩 (阿拉巴馬州)
薩拉戈薩（英語：Saragossa）是位於美國阿拉巴馬州沃克縣的一個非建制地區。該地的面積和人口皆未知。

## 地理
薩拉戈薩的座標為33°53′56″N 87°23′57″W / 33.89889°N 87.39917°W，而該地的平均海拔高度為165米（即541英尺）。